# Gion Darms (Theologe)
Gion Darms OP (* 22. August 1930 in Chur; † 13. Oktober 2014 in Schwyz, heimatberechtigt in Chur) war ein Schweizer Ordensgeistlicher und katholischer Theologe.
Gion Darms trat der Ordensgemeinschaft der Dominikaner bei. Nach einem Studium der Theologie und Philosophie wurde Darms zum Dr. phil. promoviert. Am 1. Juli 1956 empfing er die Priesterweihe. Von 1957 bis 1995 war er Professor für Philosophie am Kollegium Maria Hilf in Schwyz.
Er veröffentlichte mehrere theologische Werke und Aufsätze, unter anderem über Albertus Magnus und insbesondere über Leben und Werk von Thomas von Aquin. Zahlreiche wissenschaftliche Arbeiten wurden in der Schriftenreihe der «Freiburger Zeitschrift für Philosophie und Theologie» veröffentlicht.

## Schriften
- Thomas von Aquin, Ein Beitrag zu seinem Verständnis unter besonderer Berücksichtigung der neueren päpstlichen Erlasse. Verlag A. Weger, Brixen 1961.
- Das katholische Ja zum Natürlich-Menschlichen: eine Studie über die katholische Weltoffenheit. Kommissionsverlag für die Schweiz, 1962.
- Scholastik noch aktuell? Typis Polyglottis Vaticanis, Rom 1965.
- Das katholische Ja zum Natürlich-Menschlichen. Christiana-Verlag, 1965. (3. Auflage)
- In Aristotelis librum 2. metaphysicorum commentarius: die lateinische Übersetzung des Mittelalters auf handschriftlicher Grundlage mit Einleitung und problemgeschichtlicher Studie. Paulus Verlag, 1966.
- Das Buch Klein-Alpha des großen Metaphysikkommentars von Averroes. Freiburg 1966.
- Frohes Christsein: eine Besinnung auf die Grundlage der christlichen Existenz. Christiana-Verlag, 1967.
- Die Heiligen. Ihre Verehrung und Anrufung. Herder, 1969.
- 700 Jahre Thomas von Aquin. Paulusverlag, Freiburg im Uechtland 1974.
- Der Fall Küng im Scheinwerfer der Öffentlichkeit. A. Magnus, Schwyz 1981.
- Symbolik: die Rolle des Symbolhaften nach Thomas von Aquin. Albertus-Magnus-Verlag, 1987.